# Açúcar mascavo

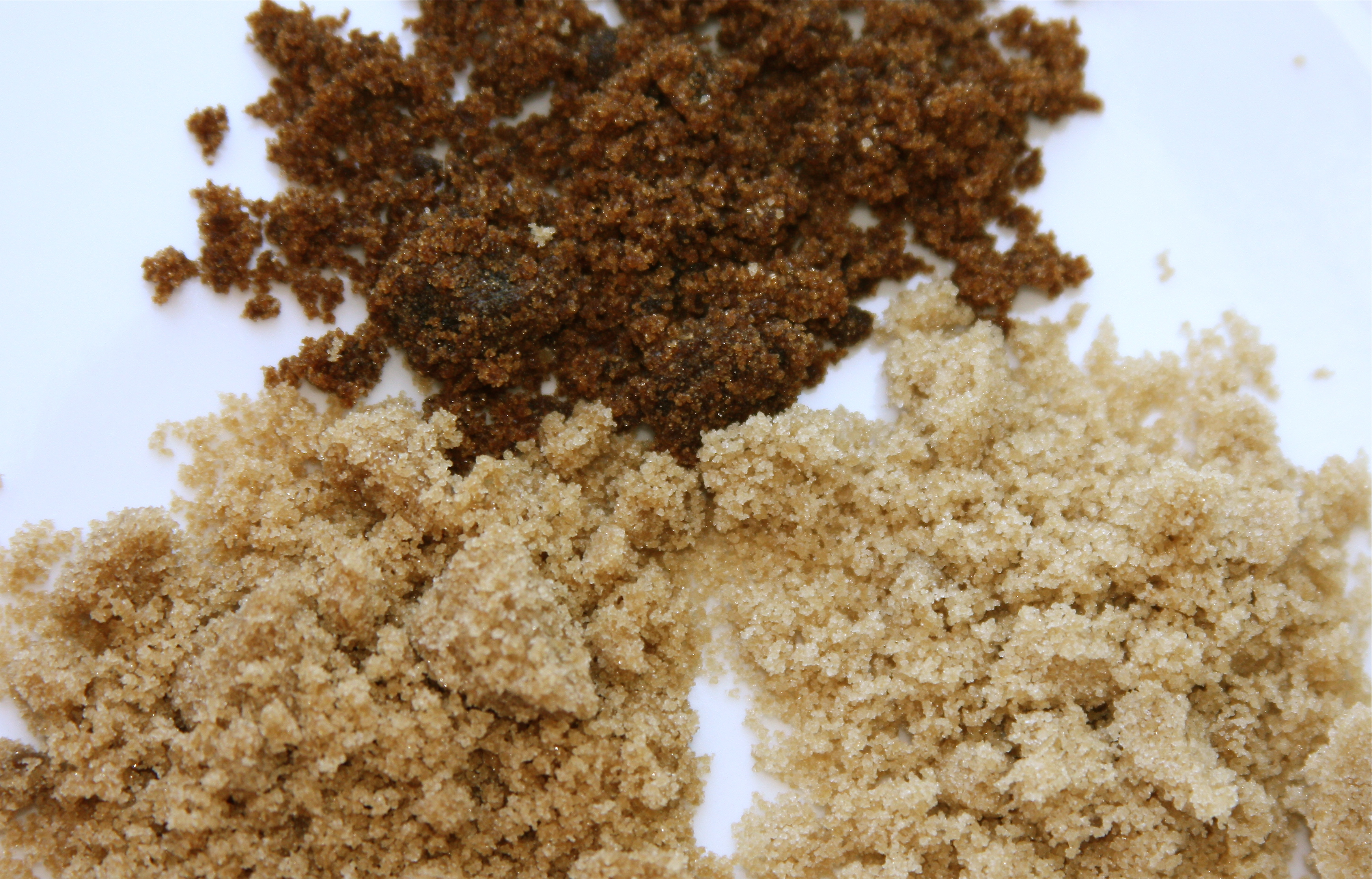
Exemplos de açúcar mascavo: Mascavado (topo), castanho escuro (à esquerda), castanho claro (à direita)

Açúcar mascavo ou açúcar mascavado é uma variedade de açúcar petrificado, de coloração variável entre caramelo e marrom, resultado da cristalização do mel de engenho, e ainda com grande teor de melaço. 